# بنك منغوليا المركزي
بنك منغوليا المركزي، أو منغول بنك، هو البنك المركزي في منغوليا. الهدف الرئيسي لبنك منغوليا هو ضمان استقرار التوغول المنغولي. في إطار هدفه الرئيسي، يشجع بنك منغوليا التنمية المتوازنة والمستدامة للاقتصاد الوطني، من خلال الحفاظ على استقرار النقود والأسواق المالية والنظام المصرفي.

## روابط خارجية
- الموقع الرسمي